# 구노 준야
구노 준야(일본어: 久野 純弥, 1988년 8월 16일 ~ )는 일본의 전 축구 선수이다.

## 구단 경력
과거 방포레 고후, 후쿠시마 유나이티드 FC에서 활동하였다.